# Csongrád
Csongrád es una ciudad (en húngaro: "város"), capital del distrito homónimo en el condado de Csongrád, en Hungría. El nombre de la ciudad es de origen eslavo y significa "la ciudad negra". 
Su población en 2012 era de 16 846 habitantes.
Se ubica en la orilla occidental del río Tisza, sobre la carretera 451 a medio camino entre Szentes y Kiskunfélegyháza.

## Ciudades hermanadas
- Raisio, Finlandia
- Bečej, Serbia
- Belchatów, Polonia